# Morgan Klimchuk
Morgan Klimchuk, född 2 mars 1995 i Regina, är en kanadensisk professionell ishockeyforward som tillhör NHL-organisationen Ottawa Senators och spelar för deras farmarlag Belleville Senators i AHL. 
Han har tidigare spelat på NHL-nivå för Calgary Flames och på lägre nivåer för Toronto Marlies och Stockton Heat i AHL samt Barrie Colts i OHL.

## Spelarkarriär

### NHL

#### Calgary Flames
Klimchuk draftades i sjätte rundan i 2015 års draft av Calgary Flames som 166:e spelare totalt och skrev på ett treårigt entry level-kontrakt med klubben den 18 december 2013.
Han gjorde bara en NHL-match med Flames och spenderade resten av sin tid med klubben i deras farmarlag Stockton Heat i AHL där han gjorde 100 poäng på 204 matcher.

#### Toronto Maple Leafs
Han blev tradad till Toronto Maple Leafs i utbyte mot Andrew Nielsen den 28 november 2018 och placerades i farmarlaget Toronto Marlies i AHL.
Klimchuk hann bara spela 13 matcher och två poäng med Marlies på en och en halv månad innan han skickades till Senators.

#### Ottawa Senators
Den 11 januari 2019 tradades han till Ottawa Senators i utbyte mot Gabriel Gagne. Klimchuk skickades direkt till farmarlaget Belleville Senators i AHL.

## Statistik
| 2008–2009  | Calgary Bisons      | AMBHL      | 32  | 13  | 22  | 35  | 10  | —  | —  | —  | —  | —  |
| 2009–2010  | Calgary Bisons      | AMBHL      | 28  | 33  | 19  | 52  | 44  | 13 | 18 | 13 | 31 | 12 |
| 2010–2011  | Calgary Buffaloes   | AMHL       | 32  | 27  | 23  | 50  | 12  | 2  | 0  | 0  | 0  | 0  |
|            | Regina Pats         | WHL        | 5   | 0   | 1   | 1   | 0   | —  | —  | —  | —  | —  |
| 2011–2012  | Regina Pats         | WHL        | 67  | 18  | 18  | 36  | 27  | 5  | 0  | 1  | 1  | 2  |
| 2012–2013  | Regina Pats         | WHL        | 72  | 36  | 40  | 76  | 20  | —  | —  | —  | —  | —  |
| 2013–2014  | Regina Pats         | WHL        | 57  | 30  | 44  | 74  | 27  | 4  | 3  | 2  | 5  | 2  |
|            | Abbotsford Heat     | AHL        | 4   | 0   | 0   | 0   | 4   | —  | —  | —  | —  | —  |
| 2014–2015  | Regina Pats         | WHL        | 27  | 14  | 16  | 30  | 12  | —  | —  | —  | —  | —  |
|            | Brandon Wheat Kings | WHL        | 33  | 20  | 30  | 50  | 12  | 13 | 3  | 10 | 13 | 2  |
| 2015–2016  | Stockton Heat       | AHL        | 55  | 3   | 6   | 9   | 10  | —  | —  | —  | —  | —  |
| 2016–2017  | Stockton Heat       | AHL        | 66  | 19  | 24  | 43  | 36  | 2  | 0  | 0  | 0  | 0  |
| 2017–2018  | Calgary Flames      | NHL        | 1   | 0   | 0   | 0   | 0   | —  | —  | —  | —  | —  |
|            | Stockton Heat       | AHL        | 62  | 19  | 21  | 40  | 24  | —  | —  | —  | —  | —  |
| 2018–2019  | Stockton Heat       | AHL        | 17  | 3   | 5   | 8   | 8   | —  | —  | —  | —  | —  |
|            | Toronto Marlies     | AHL        | 13  | 2   | 0   | 2   | 21  | —  | —  | —  | —  | —  |
|            | Belleville Senators | AHL        | 3   | 1   | 1   | 2   | 2   |    |    |    |    |    |
| NHL totalt | NHL totalt          | NHL totalt | 1   | 0   | 0   | 0   | 0   | —  | —  | —  | —  | —  |
| AHL totalt | AHL totalt          | AHL totalt | 220 | 47  | 57  | 104 | 105 | 2  | 0  | 0  | 0  | 0  |
| WHL totalt | WHL totalt          | WHL totalt | 261 | 118 | 149 | 267 | 98  | 22 | 6  | 13 | 19 | 6  |

### Internationellt
| Källa: Uppdaterad: 2018-02-20 | Källa: Uppdaterad: 2018-02-20 | Källa: Uppdaterad: 2018-02-20 |         | Utv = Utvisningsminuter | Utv = Utvisningsminuter | Utv = Utvisningsminuter | Utv = Utvisningsminuter | Utv = Utvisningsminuter |
| År                            | Lag                           | Mästerskap                    | Matcher | Mål                     | Assists                 | Poäng                   | Utv                     |                         |
| ----------------------------- | ----------------------------- | ----------------------------- | ------- | ----------------------- | ----------------------- | ----------------------- | ----------------------- | ----------------------- |
| 2014                          | Kanada                        | U18-VM                        | 7       | 3                       | 5                       | 8                       | 6                       |                         |
| Junior totalt                 | Junior totalt                 | Junior totalt                 | 7       | 3                       | 5                       | 8                       | 6                       |                         |